# Копище (Минский район)
Ко́пище (бел. Копішча) — деревня в Минском районе Минской области Беларуси. Входит в состав Боровлянского сельсовета. Название происходит от слова «копанка», искусственно созданный водоём.

## Расположение
Деревня Копище расположена у северо-восточной границы Минска, между столичной улицей Гинтовта и шоссе Н9031. На севере Копище граничит с деревней Валерьяново. Высота центра населённого пункта составляет 230 м. Близ деревни находится база ДОСААФ и сосновый лес.

## История
Впервые упоминается в ревизской сказке Минской казённой палаты времён Российской империи в 1795. В документе, указан владелец Доминик Геронимович Радзивилл на этот момент, который подавал эти налоговые сведения для отчётности в Минскую казённую палату. В деревне проживала одна семья из четырех человек.
В 1945 после Великой Отечественной войны деревня Копище заселяется переселенцами из Минска в связи с разрушением жилых домов. Население на 1948 год составляло 680 человек.
После 1950 население Копище было больше 1000 человек.
До 1997 года Копищанский сельисполком.      
С 2008 года была начата застройка полей в Копище многоквартирными домами.
С 2015 года было начато строительство современного ж/к Новая Боровая.

## Жилой фонд
По состоянию на 2010 год жилой фонд в Копище включал 105 индивидуальных построек, в том числе домов коттеджного типа.
В рамках расширения Минска был утверждён проект детальной планировки, согласно которому в районе Копища возводится многоэтажный микрорайон, а часть построек деревни (особо ветхих и прилегающих к новому кварталу, всего 20 домов) сносится. Однако впоследствии архитекторы выдвинули корректировку проекта, где предлагается ликвидировать уже всю деревню и близлежащую базу ДОСААФ. 12 июня 2008 года президент А. Г. Лукашенко издал поручение № 09/03, которое представляет Приорбанку и фирме «Этерика» права на застройку территории микрорайона «Копище» без проведения аукциона.
На 2021 год волнения в деревне частично стихли. Однако при этом дальнейшая судьба частного сектора в Копищах ещё не известна.

### «Новая Боровая»
С 2015 года и в данный момент в деревне Копище идёт активное строительство жилого комплекса «Новая Боровая».
«Новая Боровая» — современный район, который возводится А-100 Девелопмент в традициях современной жилой застройки Европы.

## Архитектура
Архитектура Копища очень многообразна. От деревянных изб, простых коттеджей и костёлов до роскошных особняков, таунхаусов и современных многоквартирных домов.

## Население
- 2024 год —↗ 22 290 человек
- 2022 год —↗17 678 человек
- 2019 год — ↗11 433 человек[11]
- 2017 год — ↗8000 человек
- 2009 год —↗488 человек
- 1999 год — ↘212 человек
- 1992 год — ↘356 человек
- 1986 год — ↘688 человек
- 1980 год — ↘970 человек
- 1978 год — ↘1 338 человек
- 1975 год — ↗1 568 человек
- 1964 год — ↗1 473 человек
- 1950 год — ↗1 234 человек
- 1948 год — ↗985 человек
- 1945 год — ↗ 680 человек (по переписи)
- 1944 год — около 400 человек
- 1943 год — возможно 230 человек
- 1880 год — 7 человек (по географическому справочнику А.К. Ельского [12])
- 1795 год — 4 человека (по Ревизской сказке 1795 года по владельцу Доминику Геронимовичу Радзивиллу [13])

К 2025 году ожидается рост населения до 47000 человек.

## Транспорт

#### Городские автобусы
- 33 Копище — Станция метро Уручье[15]
- 86 Копище — Посёлок Сухорукие[16]
- 89 ДС Уручье-4 – Новая Боровая (Стадион школы №2)[17]
- 117 ДС Уручье-4 – Копище – Новая Боровая (Школа №2)[17]
- 135 Новая Боровая —  ДС Уручье 4[18]

#### Маршрутные такси
- 1008 Новая Боровая — Сухарево[19]
- 1152 Новая Боровая — Лошица

## Культура
- Дом культуры
- Музей

## Достопримечательность
- Братская могила

#### Памятник, скульптура
- Мемориальная доска в честь Н. А. Михайлашева